# Challenger de Knoxville
El Knoxville Challenger es un torneo profesional de tenis. Pertenece al ATP Challenger Tour. Se juega desde el año 2000 sobre pistas duras bajo techo (indoor), en Knoxville, Estados Unidos.

## Palmarés

### Individuales
| Año         | Campeón             | Finalista             | Resultado        |
| ----------- | ------------------- | --------------------- | ---------------- |
| 2024        | Christopher Eubanks | Learner Tien          | 7–5, 7–6(9)      |
| 2023        | Alex Michelsen      | Denis Kudla           | 7–5, 4–6, 6–2    |
| 2022        | Ben Shelton         | Christopher Eubanks   | 6–3, 1–6, 7–6(4) |
| 2021        | Christopher Eubanks | Daniel Altmaier       | 6–3, 6–4         |
| 2020        | No Celebrado        | No Celebrado          | No Celebrado     |
| 2019        | Michael Mmoh        | Christopher O'Connell | 6–4, 6–4         |
| 2018        | Reilly Opelka       | Bjorn Fratangelo      | 7–5, 4–6, 7–6(2) |
| 2017        | Filip Peliwo        | Denis Kudla           | 6–4, 6–2         |
| 2016        | Michael Mmoh        | Peter Polansky        | 7–5, 2–6, 6–1    |
| 2015        | Daniel Evans        | Frances Tiafoe        | 5–7, 6–1, 6–3    |
| 2014        | Adrian Mannarino    | Sam Groth             | 3–6, 7–6(6), 6-4 |
| 2013        | Tim Smyczek         | Peter Polansky        | 6-4, 6–2         |
| 2012        | Michael Russell     | Bobby Reynolds        | 6–3, 6–2         |
| 2011        | Jesse Levine        | Brian Baker           | 6–2, 6–3         |
| 2010        | Kei Nishikori       | Robert Kendrick       | 6–1, 6–4         |
| 2009        | Taylor Dent         | Ilija Bozoljac        | 6–3, 7–6(6)      |
| 2008        | Bobby Reynolds      | Luka Gregorc          | 6–4, 6–2         |
| 2007        | Robert Kendrick     | Kevin Kim             | 3–6, 6–2, 6–4    |
| 2006 - 2003 | No se disputó       | No se disputó         | No se disputó    |
| 2002        | Martin Verkerk      | Mardy Fish            | 6–3, 6–4         |
| 2001        | James Blake         | Gabriel Trifu         | 6–4, 6–4         |
| 2000        | Cristiano Caratti   | Andy Roddick          | 3–6, 7–6, 6–4    |

### Dobles
| Año         | Campeones                                  | Finalistas                                  | Resultado              |
| ----------- | ------------------------------------------ | ------------------------------------------- | ---------------------- |
| 2024        | Patrick Harper Johannus Monday             | Micah Braswell Eliot Spizzirri              | 6–2, 6–2               |
| 2023        | Cannon Kingsley Luis David Martínez        | Mac Kiger Mitchell Krueger                  | 7–6(3), 6–3            |
| 2022        | Hunter Reese Tennys Sandgren               | Martin Damm Mitchell Krueger                | 6–7(4), 7–6(3), [10–5] |
| 2021        | Malek Jaziri Blaž Rola                     | Hans Hach Verdugo Miguel Ángel Reyes-Varela | 3–6, 6–3, [10–5]       |
| 2020        | No Celebrado                               | No Celebrado                                | No Celebrado           |
| 2019        | Hans Hach Verdugo Adrián Menéndez Maceiras | Bradley Klahn Sem Verbeek                   | 7–6(6), 4–6, [10–5]    |
| 2018        | Toshihide Matsui Frederik Nielsen          | Hunter Reese Tennys Sandgren                | 7–6(6), 7–5            |
| 2017        | Leander Paes Purav Raja                    | James Cerretani John-Patrick Smith          | 7–6(4), 7–6(4)         |
| 2016        | Peter Polansky Adil Shamasdin              | Ruben Bemelmans Joris De Loore              | 6–1, 6–3               |
| 2015        | Johan Brunström Frederik Nielsen           | Sekou Bangoura Matt Seeberger               | 6–1, 6–2               |
| 2014        | Miķelis Lībietis Hunter Reese              | Gastao Elias Sean Thornley                  | 6–3, 6-4               |
| 2013        | Samuel Groth John-Patrick Smith            | Carsten Ball Peter Polansky                 | 6–7(6), 6–2, [10–7]    |
| 2012        | Alex Kuznetsov Mischa Zverev               | Jean Andersen Izak van der Merwe            | 6–4, 6–2               |
| 2011        | Steve Johnson Austin Krajicek              | Adam Hubble Frederik Nielsen                | 3–6, 6–4, [13–11]      |
| 2010        | Rik de Voest Izak van der Merwe            | Alex Bogomolov Jr. Alex Kuznetsov           | 6–1, 6–4               |
| 2009        | Martin Emmrich Andreas Siljeström          | Raven Klaasen Izak van der Merwe            | 7–5, 6–4               |
| 2008        | Kevin Anderson G.D. Jones                  | Andy Ram Bobby Reynolds                     | 3–6, 6–0, [10–7]       |
| 2007        | Harel Levy Sam Warburg                     | Jamie Baker Brendan Evans                   | 3–6, 6–2, [10–6]       |
| 2006 - 2003 | No se disputó                              | No se disputó                               | No se disputó          |
| 2002        | Dmitry Tursunov Martin Verkerk             | Hugo Armando Sergio Roitman                 | 6–3, 6–4               |
| 2001        | Mardy Fish Jeff Morrison                   | Brandon Coupe Kelly Gullett                 | 6–3, 6–0               |
| 2000        | Karsten Braasch Michael Kohlmann           | Jeff Coetzee Marcos Ondruska                | 6–0, 7–6               |